# Sẻ vàng
Sẻ vàng (danh pháp hai phần: Gubernatrix cristata) là một loài chim trong họ Thraupidae. Chúng thường xuất hiện ở Argentina, Brazil, Paraguay và Uruguay.